# Vincent d'Indy
Paul Marie Théodore Vincent d'Indy (n. 27 martie 1851, Paris, Île-de-France, Franța – d. 2 decembrie 1931, Paris, Île-de-France, Franța) a fost un compozitor francez, pedagog, profesor și director al Școlii „Schola Cantorum ” din Paris.

## Biografie
D'Indy s-a născut în anul 1851 la Paris. 
Din copilărie a avut talent pentru muzică și a învăța să cânte la pian. După dorința familiei s-a înscris la facultatea de drept, dar în cele din urmă s-a îndreptat spre studii muzicale la Conservatorul din Paris, unde a fost un elev entuziast al lui César Franck. Între profesorii săi s-a numărat și Antoine Marmontel.
În anul 1894 D'Indy s-a aflat printre fondatorii școlii superioare de muzică Schola Cantorum, pe care a condus-o până la sfârșitul vieții    
Printre elevii sau s-au numărat: Arthur Honegger, Eric Sație, Albert Roussel, Bohuslav Martinu, Darius Milhaud, Isaac Albeniz, Joseph Canteloube (care i-a scris biografia) și alții. Această școală funcționează și în zilele noastre și concurează cu renumitul Conservator din Paris.  
D'Indy a fost influențat de muzică germană, fiind un admirator entuziast al lui Richard Wagner.
A scris  și cărți de compoziție și despre muzica lui Franck și Beethoven. 
A compus numeroase lucrări pentru orchestră, muzica de cameră, mai multe opere, lucrări pentru pian și melodii vocale. Dintre creațiile sale se interpretează cel mai adeasea poemul simfonic Ashtar și  Simfonia Cevenolă